# 아신타도
《아신타도》(필리핀어: Asintado)는 2018년 방영된 필리핀의 드라마이다. 줄리아 몬테스, 샤이나 마그다야오, 파울로 아벨리노, 알주르 아브레니카가 주연을 맡은 2018년 필리핀 액션 드라마 TV 시리즈이다. 이 시리즈는 2018년 1월 15일부터 10월 5일까지 ABS-CBN의 카파밀리야 골드 오후 블록과 더 필리피노 채널에서 전 세계적으로 방영되어 길 잃은 마음을 대체하고 카데낭 긴토로 대체되었다.

## 같이 보기
- ABS-CBN의 텔레비전 드라마 목록